# Nicolaes Fagel

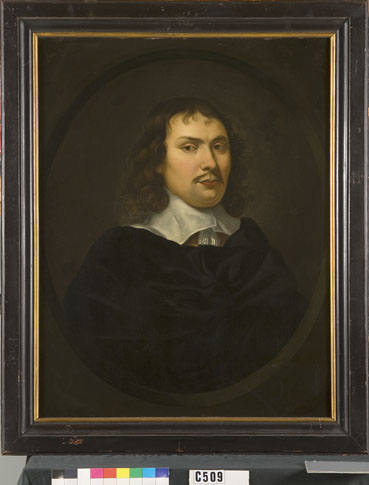
Nicolaes Fagel

Nicolaes Fagel, heer van de Oude Tempel ('s-Gravenhage, 21 juli 1620 - Nijmegen, 1 december 1694) was burgemeester van Nijmegen.

## Biografie
Fagel was lid van de familie Fagel en een zoon van mr. François Fagel (1585-1644), raadsheer bij de Hoge Raad, en diens eerste vrouw Maria Rosa (1595-1623). Hij trouwde in 1652 met Elisabeth Robbé (†1689) uit welk huwelijk drie kinderen werden geboren, onder wie de militair Francois Nicolaas Fagel (1645-1718), .
Fagel werd, nadat Willem III stadhouder van Gelderland was geworden, opgenomen in de regering van de stad Nijmegen. Hij was er schepen tussen 1675 en 1683 en opnieuw tussen 1685 en 1688. Tussen 1675 en 1694 was hij verscheidene malen burgemeester en was hij tevens gecommitteerde in de Staten van Gelderland. In 1677 werd hij, door hulp van zijn broer Gaspar Fagel, postmeester-generaal van Gelderland hetgeen hij tot zijn overlijden bleef.